# To Save Her Soul
Pour plus de détails, voir Fiche technique et Distribution.
To Save Her Soul est un court métrage dramatique muet américain de 1909, réalisé par D. W. Griffith et mettant en vedette Mary Pickford . Le film a été tourné à Fort Lee, dans le New Jersey, au début du XXe siècle, lorsque de nombreux studios de la première industrie cinématographique américaine y sont installés.

## Distribution
- Arthur V. Johnson : Paul Redmond
- Mary Pickford
- Caroline Harris
- W. Chrystie Miller
- George Nichols
- Kate Bruce
- Linda Arvidson
- William Beaudine
- Charles Craig
- Frank Evans
- Robert Harron
- Ruth Hart
- James Kirkwood
- Henry Lehrman
- Jeanie MacPherson
- Owen Moore
- Jack Pickford
- Lottie Pickford
- Billy Quirk
- Gertrude Robinson
- Paul Scardon
- Mack Sennett
- Blanche Sweet
- Dorothy West